# エリザヴェータ・フョードロヴナ
エリザヴェータ・フョードロヴナ（ロシア語: Елизавета Фёдоровна, ラテン文字転写: Elizaveta Fëdorovna, 1864年11月1日 - 1918年7月18日）はロシアの皇族、ロシア大公妃。ロシア皇帝アレクサンドル2世の五男セルゲイ・アレクサンドロヴィチ大公の妃。
ドイツ語名はエリーザベト・フォン・ヘッセン＝ダルムシュタット（Elisabeth von Hessen-Darmstadt）。最後のロシア皇帝ニコライ2世の皇后アレクサンドラ（アリックス）の姉。正教会で聖人（新致命者）。

## 生涯
1864年、ヘッセン大公ルートヴィヒ4世とその妃でヴィクトリア女王の王女アリスの次女としてダルムシュタット＝ベッスンゲンで生まれた。名前はハンガリー王女聖エリーザベトにちなんで命名された。全名はエリーザベト・アレクサンドラ・ルイーゼ・アリーツェ（Elisabeth Alexandra Luise Alice）。愛称は「エラ」（Ella）。姉ヴィクトリアはエディンバラ公フィリップの祖母に当たる。
魅力的で非常に親切な性格を持つエラは、多くの歴史家や同時代人によって、当時のヨーロッパで最も美しい女性の一人であると考えられていた。11歳年下の従妹に当たるマリー・オブ・エディンバラは、エラの美しさについて「人々は、彼女から目を離すことができなかった」「言葉を超えて絶妙で、それは人々の目に涙をもたらした」と書き、絶賛した。

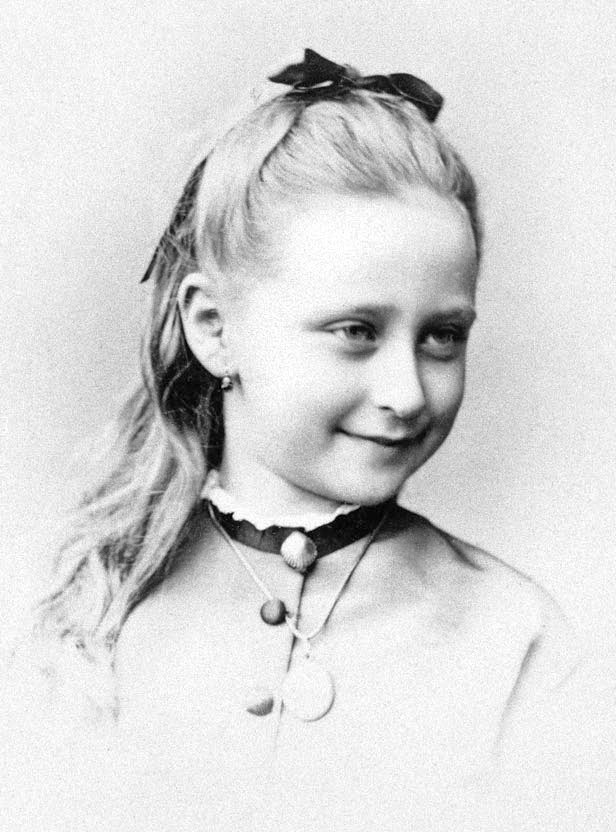
1871年、エラ

従兄ヴィルヘルム（後のドイツ皇帝ヴィルヘルム2世）は、11歳頃のエラに初めて会い、その魅力に圧倒された。ヴィルヘルムは母への手紙で「神が私がそれまで生きることを許すなら、あなたがそれを許すなら、私は彼女を一度私の花嫁にするだろう」と書いている。そしてのちに「彼女は私が今まで見た中で最も美しい女の子です」と語っている。
そんなヴィルヘルムはボン大学に通っていた際、14歳のエラに求婚したが、彼女はこの求婚を受け入れなかった。ヴィルヘルムはこのことにショックを受け留学を切り上げ帰国した。
のちにバーデン大公となるフリードリヒ大公子やイギリスの上級貴族の息子チャールズ・モンタギュー卿も彼女に求婚したが、断られている。
1878年、母と妹をジフテリアで失い、祖母ヴィクトリア女王の元で育てられる。
1884年、幼馴染で父の従弟にあたるロシア皇族のセルゲイ大公（皇帝アレクサンドル2世の五男）と結婚した。エラとバーデン大公子フリードリヒの結婚を望んでいた祖母のヴィクトリア女王は、この結婚に反対した。
この結婚は幸福ではなかったといわれている。2人の間に子はいなかったが、これは二人が献身的に社会奉仕に身を入れていた為と言われる。

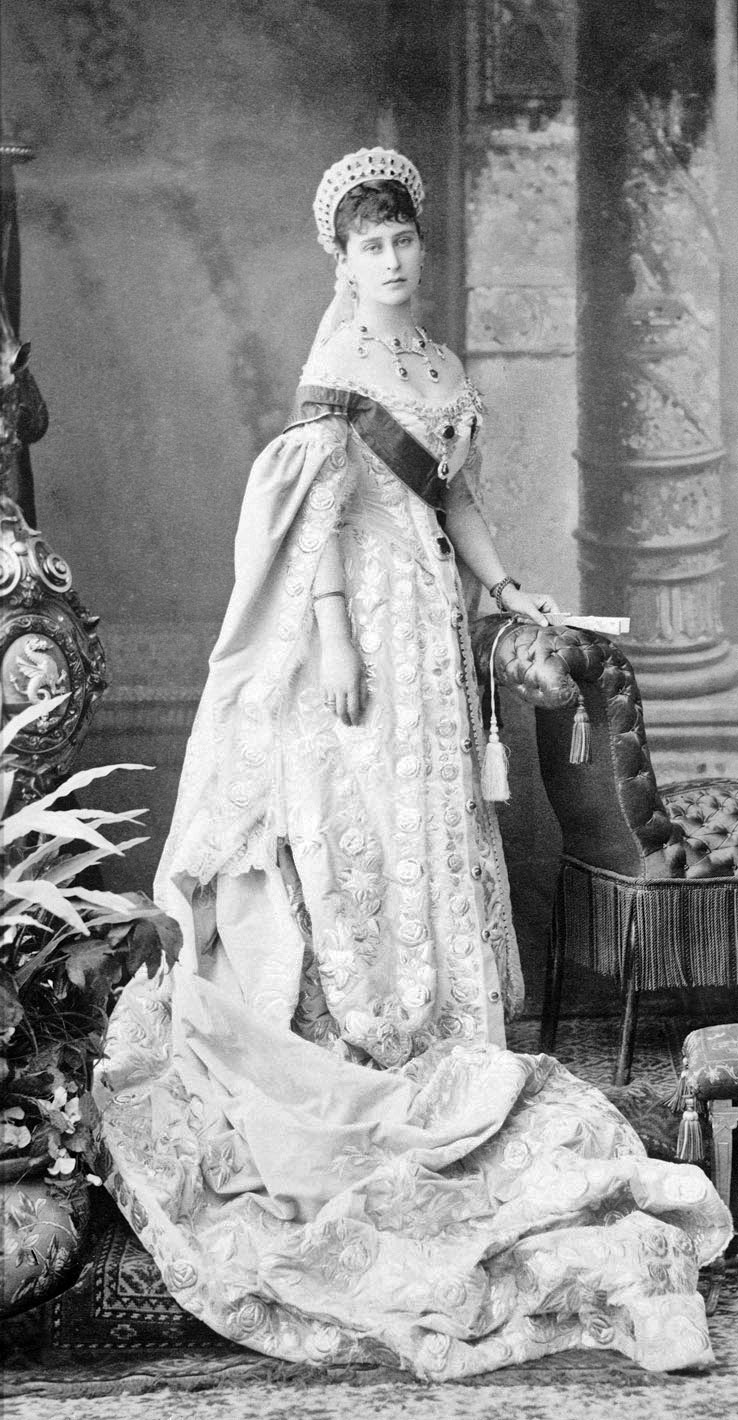
1885年、エラ

1891年、夫セルゲイはモスクワ総督に就任し、モスクワに移り住む。エラは美しさと人徳の高さから人気があった。この頃、正教に改宗する。後に妹アリックスがニコライとの結婚に際し、改宗のことで迷っていたとき、改宗をすすめている。
1901年、義弟パーヴェル大公の再婚に際し、ニコライ2世の命で大公の2人の子、マリア大公女とドミトリー大公を引き取り、養育した。マリアは、この頃のエリーザベトはとびきりの美人でお洒落だったが、冷たく近寄りがたかったと回想している。姪甥と親しくなるのは夫の死後である。
1905年、夫セルゲイが革命家のイワン・カリャーエフに暗殺された。後に獄中のカリャーエフに面会したが、彼に貴女がセルゲイの妻であることは知っており、殺さなかった事を感謝しろ、と言われ、イコンを置いて立ち去ったといわれる。
1909年、マリアとドミトリーの養育を終えると、身の回りの宝石類を売り、修道院を創立し、自らその院長となって奉仕活動などに力を入れた。
1917年、ロシア革命が起こると、周囲のものは亡命をすすめたが聞き入れず、翌1918年3月20日に赤軍によりアパラエスク郊外の鉱山に送られ、7月18日にチェーカーによりほかの皇族らとともに郊外の廃坑へ突き落され、手榴弾を投げ込まれて殺害された。ある皇族の頭には包帯が巻かれていたが、エラが最後の力を振り絞って介抱した証であった。遺体は翌月にアパラエスクを占領したアレクサンドル・コルチャーク提督により、3か月経ってから発見された。
遺体は、彼女が望んだように1921年1月にエルサレムのマグダラのマリア教会に埋葬された。妹一家と同じくロシア正教会では聖人とされている。

## 画像

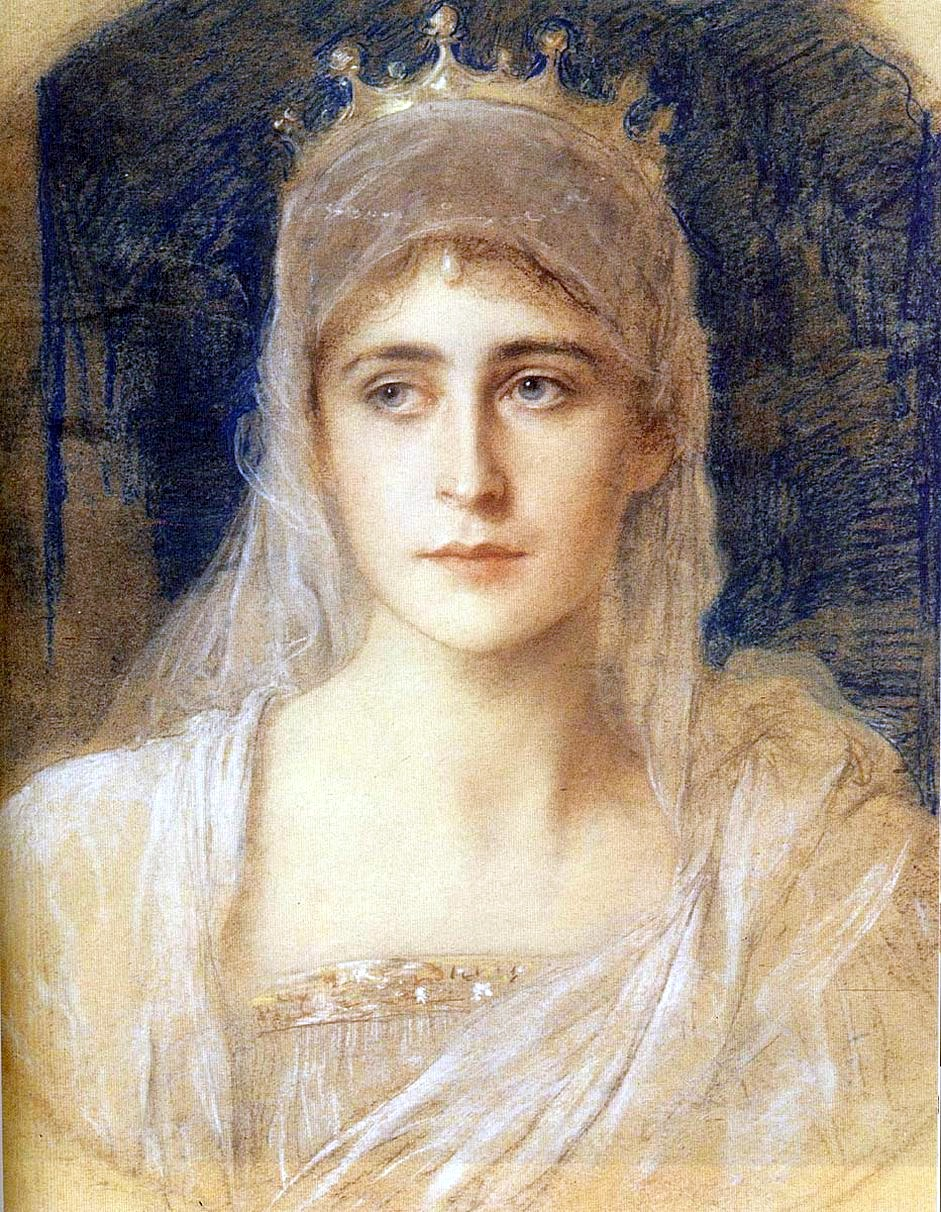
肖像画
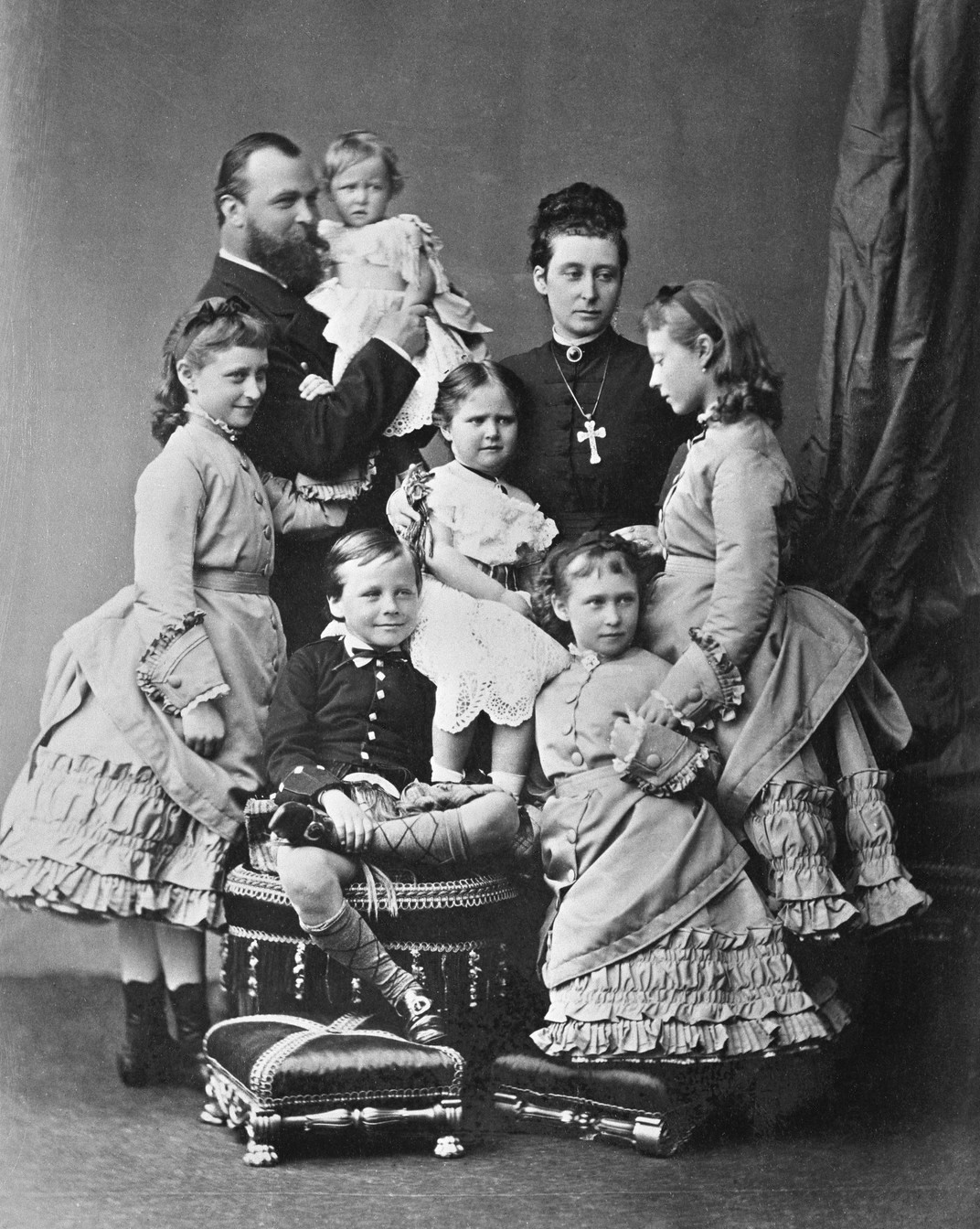
家族写真（1876年）
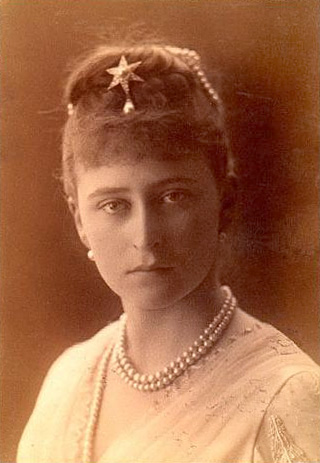
1887年頃
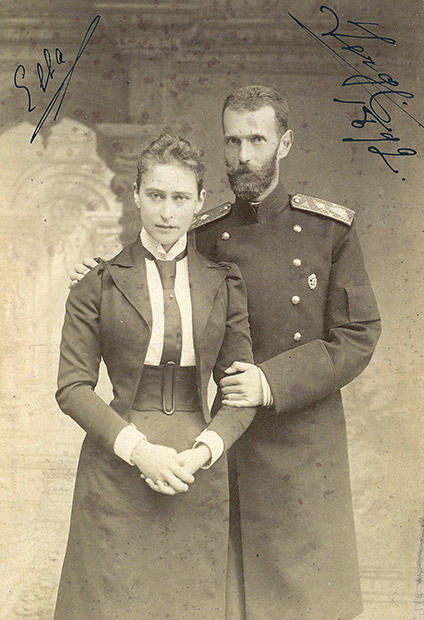
夫とともに
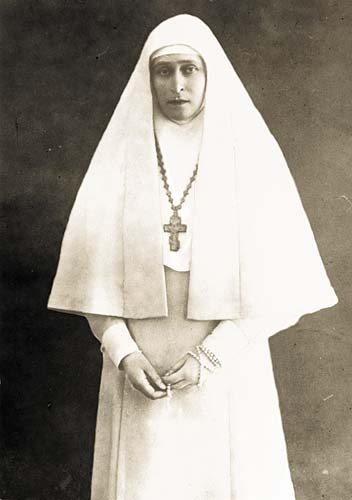
夫セルゲイ大公の死後、修道服姿で
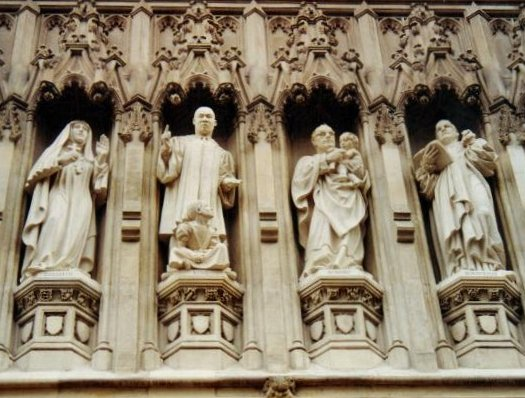
ウェストミンスター寺院に飾られている「20世紀の10人の殉教者」のレリーフの一部。左からエリザヴェータ、キング牧師、ロメロ大司教、ボンヘッファー牧師

## 関連作品
- 『詩人』 - 大佛次郎の短編小説。彼女とセルゲイ大公暗殺犯カリャーエフとのやり取りを題材にしたものである。作中では、エリザヴェータがカリャーエフの助命嘆願をした理由を「かつてセルゲイ大公の馬車に幼い子どもが同乗していたのを理由に爆弾テロの実行を中止したことがある」としている。
- 『神々の土地〜ロマノフたちの黄昏〜』 - 2017年の宝塚歌劇団のミュージカル作品。エリザヴェータは「イリナ」（ドイツ語ではイレーネ）という登場人物に脚色され、アレクサンドラ皇后の妹に設定された（演：伶美うらら）[2]。